# Marcel Fischer
Marcel Fischer (Bienna, 14 de agosto de 1978) é um ex-esgrimista suíço, campeão olímpico em Atenas.

## Biografia
Marcel Fischer nasceu na cidade de Bienna, no dia 14 de agosto de 1978. Aos nove anos de idade, começou a praticar esgrima no Cercle d'escrime de Bienne. Em 1998, conquistou o terceiro lugar no Campeonato Mundial Júnior.
Fischer fez sua estreia em Olimpíadas nos Jogos de Sydney e terminou na quarta posição do evento individual, perdendo a medalha de bronze por um toque para o sul-coreano Lee Sang-Ki.
Apesar disso, quatro anos depois, nos Jogos de Atenas, tornou-se campeão olímpico derrotando o chinês Wang Lei. No mesmo ano, integrou a equipe suíça campeã do Campeonato Europeu.
Em 2008, após não se qualificar para os Jogos de Pequim, Fischer anunciou a aposentadoria para se dedicar à família e ao trabalho como médico.

## Palmarès
Jogos Olímpicos
| Ano  | Local  | Evento            | Posição | Ref.  |
| ---- | ------ | ----------------- | ------- | ----- |
| 2004 | Atenas | Espada individual | 1.ª     | [ 1 ] |

Campeonatos Europeus
| Ano  | Local      | Evento             | Posição | Ref.  |
| ---- | ---------- | ------------------ | ------- | ----- |
| 2004 | Copenhague | Espada por equipes | 1.ª     | [ 1 ] |